# Andrew Taylor (Künstler)
 Andrew „Andy“ Taylor  (* 1967 in Melbourne, Victoria) ist ein australischer Maler und Grafiker.
Taylor studierte von 1985 bis 1987 am Victorian College of the Arts (Kunsthochschule von Victoria der Universität Melbourne) und graduierte dort zum Bachelor of Fine Arts. Einige seiner Werke zählen zu den Sammlungen der Artbank, der National Gallery of Victoria, der Shepparton Art Gallery und zur Telstra Collection der Australian National University. Weitere Arbeiten befinden sich in privaten Sammlungen in Australien, in den Vereinigten Staaten und in Frankreich.
Taylor ist seit 2002 mit der Schauspielerin Rachel Griffiths verheiratet, mit der er drei gemeinsame Kinder hat.

## Ausstellungen (Auswahl)
- 1988 „New Painting“, 312 Lennox Street Gallery, Richmond
- 1989 „New Paintings“, Garry Anderson Galleries, Darlinghurst
- 1990 „Diamonds Are Forever“, Botanical Gallery, South Yarra
- 1991 „Recent Paintings“, Pinacotheca, Richmond
- 1994 „Monotypes“, Australian Print Workshop, Fitzroy
- 1995 „Recent Paintings“, Scope Gallery, Fitzroy
- 1996 „Monotypes and works on paper“, Scope Gallery, Fitzroy
- 2000 „Recent Paintings“, Metropolis Gallery, St. Kilda
- 2002 „Recent Work“, MHA Projects, Los Angeles
- 2004 „New paintings“, Crossley & Scott Gallery, Melbourne
- 2005 „New paintings“, Crossley & Scott Gallery, Melbourne
- 2007 Tim Olsen Gallery, Sydney
- 2008 Tim Olsen Gallery,  Sydney
- 2010 Cat Street Gallery, Hongkong
- 2010 „Fresh“, Museum of Contemporary Art, Los Angeles (Gruppenausstellung)